# Georg Fleischhauer
Georg Fleischhauer (* 21. Oktober 1988 in Halberstadt) ist ein deutscher Bobsportler und ehemaliger Leichtathlet (400-Meter-Hürdenlauf). Zusammen mit Bobpilot Johannes Lochner gewann er Gold im Zweier-Bob bei den Weltmeisterschaften 2023 in St. Moritz.

## Berufsweg
Fleischhauer studierte Wirtschaftsingenieurwesen an der TU Dresden. Seit seinem Masterabschluss arbeitet er in Teilzeit bei einer großen Unternehmensberatung.

## Sportliche Laufbahn

### Leichtathletik
Georg Fleischhauer bestritt auch Sprints, 110-Meter-Hürden- und Staffelläufe, bevor er sich auf die 400-Meter-Hürdendistanz konzentrierte.
Im Juli 2010 konnte er mit seinem Sieg im 400-Meter-Hürdenlauf bei den Deutschen Meisterschaften in Braunschweig seinen bis dahin größten Erfolg feiern. Kurze Zeit später wurde er in Regensburg Deutscher Juniorenmeister und blieb mit seiner Siegerzeit von 49,85 s erstmals unter der 50-Sekunden-Marke.
2011 belegte Fleischhauer bei den Deutschen Hallenmeisterschaften in Leipzig den fünften Platz im 200-Meter-Lauf. Im Mai wurde er beim Qatar Athletic Super Grand Prix in Doha im 400-Meter-Hürdenlauf in 50,46 s Siebenter. Im folgenden Monat steigerte er seine Bestleistung als Zweiter bei der Team-Europameisterschaft in Stockholm zunächst auf 49,56 s, bevor er sich beim Meeting Weltklasse in Biberach auf 49,50 s verbesserte. Mit diesen Leistungen erfüllte er die Qualifikationsnorm des Deutschen Leichtathletik-Verbands (DLV) für die Teilnahme an den Weltmeisterschaften in Daegu. Bei den Deutschen Meisterschaften in Kassel konnte Fleischhauer wegen eines Formfehlers seinen Titel nicht verteidigen. Trotz der zweitbesten Zeit im Vorlauf wurde er nicht zum Finale zugelassen, weil seine Trainerin seine Startkarte zu spät abgegeben hatte. Seinen Einsatz bei den Weltmeisterschaften in Daegu berührte dies jedoch nicht. Dort gelang ihm im Vorlauf eine deutliche Steigerung seiner Bestleistung auf 48,72 s. Damit blieb er als erster Deutscher seit elf Jahren unter der 49-Sekunden-Marke. In der Halbfinalrunde konnte er jedoch nicht an diese Leistung anknüpfen und verpasste als Fünfter seines Laufs in 49,36 s das Finale.

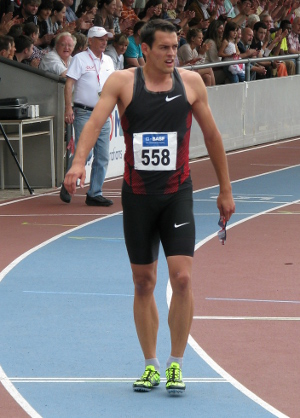
Fleischhauer beim DLV-WM-Testwettkampf 2011 in Mannheim

Bei den Europameisterschaften 2012 in Helsinki kam er mit 50,11 s auf den sechsten Platz.
2015 wurde Fleischhauer Deutscher Vizemeister und holte in der Mannschaftswertung bei der Team-Europameisterschaft 2015 in Tscheboksary den zweiten Platz.
2017 wurde er erneut Deutscher Vizemeister über die 400 Meter Hürden. 2018 konnte er nicht an seine Vorjahresleistung anknüpfen. Nach einer mäßigen Vorlaufzeit von 53,12 s bei den Deutschen Meisterschaften konnte er sich nicht für das Finale qualifizieren und verpasste damit auch deutlichen die geforderte Qualifikation von 50,00 s für die heimischen Europameisterschaften in Berlin.
Nach längerer Pause gelang ihm 2020 das Comeback mit einer Rückkehr auf die kurze Hürdenstrecke, wo er 2020 und 2021 jeweils Dritter der Deutschen Meisterschaften wurde.

### Bobsport
Seit 2019 ist Fleischhauer im Bobsport aktiv und startete zunächst im Europacup. In der Saison 2022/23 gelang ihm im Eiskanal von Lake Placid (USA) als Anschieber bei seinem ersten Weltcup-Rennen im Zweierbob von Pilot Johannes Lochner der erste Sieg. Das Team gewann danach im Zweierbob Gold bei den Weltmeisterschaften und sie holten sich den Weltcup-Gesamtsieg im Zweierbob.

## Vereinszugehörigkeiten
Georg Fleischhauer begann seine Laufbahn beim TSV Dresden unter Trainer Sieghardt Stricker. Im Jahr 2004 wechselte er zum Dresdner SC, wo er zunächst unter Katharina Wünsche, dann unter Bernd Großmann und seit 2006 unter Erika Falz trainierte. Ab 2015 startete Fleischhauer für die LG Eintracht Frankfurt und wurde von Bundestrainer Volker Beck trainiert. Ab Anfang Oktober 2018 trainierte er bei Falk Balzer in Bad Lobenstein. Seit Mai 2022 trainiert Fleischhauer unter Kevin Kuske beim SC Potsdam.

## Erfolge

### National
- 2007: Deutscher U20-Vizemeister (4 × 400 m)
- 2008: 5. Platz Deutsche Hochschulhallenmeisterschaften (60 m Hürden)
- 2008: Deutscher Hochschulvizemeister (110 m Hürden)
- 2009: 4. Platz Deutsche Hochschulhallenmeisterschaften (60 m Hürden)
- 2009: Deutscher Hochschulmeister (4 × 400 m)
- 2009: Deutscher Hochschulvizemeister (4 × 100 m)
- 2009: 3. Platz Deutsche Hochschulmeisterschaften (110 m Hürden)
- 2009: Deutscher Vizemeister (4 × 400 m)
- 2010: Deutscher Hochschulhallenmeister (4 × 400 m)
- 2010: 3. Platz Deutsche Hochschulhallenmeisterschaften (400 m)
- 2010: Deutscher Vizemeister (4 × 400 m)
- 2010: Deutscher U23-Meister (400 m Hürden)
- 2010: Deutscher Meister (400 m Hürden)
- 2010: 5. Platz Deutsche Meisterschaften (4 × 400 m)
- 2011: 6. Platz Deutsche Hallenmeisterschaften (200 m)
- 2011: Deutscher Hochschulmeister (400 m Hürden)
- 2012: 4. Platz Deutsche Hallenmeisterschaften (200 m)
- 2012: Deutscher Meister (400 m Hürden)
- 2012: 3. Platz Deutsche Meisterschaften (4 × 400 m)
- 2013: 5. Platz Deutsche Meisterschaften (400 m Hürden)
- 2014: 4. Platz Deutsche Meisterschaften (400 m Hürden)
- 2015: DM-Zweiter Deutscher Vizemeister (400 m Hürden)
- 2016: 6. Platz Deutsche Meisterschaften (400 m Hürden)
- 2017: 5. Platz Deutsche Hochschulhallenmeisterschaften (200 m)
- 2017: Deutscher Vizemeister (400 m Hürden)
- 2020: 3. Platz Deutsche Meisterschaften (110 m Hürden)

### International
- 2011: Halbfinale Weltmeisterschaften
- 2012: 6. Platz Europameisterschaften

### Bobsport
- 2023: Weltmeister (Zweierbob)
- 2023: Weltcup-Gesamtsieg (Zweierbob)
- 2024: 2. Platz Europameisterschaften (Viererbob)